# Rising Force
Rising Force è il primo disco di Yngwie Malmsteen, chitarrista heavy metal svedese.

## Il disco
Registrato con una formazione di giovani musicisti (alle tastiere Jens Johansson, poi negli Stratovarius), stupisce il mondo della chitarra heavy metal per l'innovazione e per la grande perizia tecnica. Quasi interamente strumentale (il cantante Jeff Scott Soto appare solo in due tracce) contiene alcune tra le composizioni più celebri del chitarrista tra cui Far Beyond the Sun e Black Star, che vengono quasi sempre riprese nei concerti o Icarus Dream Suite Op.4, che Yngwie eseguirà anni più tardi accompagnato da una vera e propria orchestra. Alla batteria si vede una vecchia conoscenza del rock progressivo, Barriemore Barlow, batterista degli anni d'oro dei Jethro Tull.

## Tracce
1. Black Star – 4:51
2. Far Beyond the Sun – 5:49
3. Now Your Ships Are Burned – 4:09
4. Evil Eye – 5:12
5. Icarus' Dream Suite Op. 4 – 8:30
6. As Above, So Below – 4:36
7. Little Savage – 5:21
8. Farewell – 0:48

## Formazione
- Yngwie Malmsteen - chitarra, basso
- Jeff Scott Soto - voce
- Jens Johansson - tastiera, clavicembalo
- Barriemore Barlow - batteria